# Festa di Qixi
La festa di Qixi (七夕S, qīxīP, ch'i1-hsi1W), nota anche come festa di Qiqiao (乞巧S, qǐqiǎoP, lett. "implorare le abilità"), festa del doppio sette, giorno di San Valentino cinese e notte dei sette, è una festività cinese che ricorre il 7º giorno del 7º mese lunisolare del calendario cinese.
Celebrata sin dalla dinastia Han, la festa trova le sue origini nella romantica leggenda di due amanti, la tessitrice Zhinü e il pastore Niulang. Il primo riferimento noto a questo mito risale a oltre 2600 anni fa in una poesia dello Shijing. La festa di Qixi ha ispirato il Tanabata in Giappone, il Chilseok in Corea e il Thất Tịch in Vietnam.

## Mitologia
Il racconto mitologico si basa sulla storia d'amore tra la tessitrice Zhinü (织女), che simboleggia Vega, e il pastore Niulang (牛郎), che simboleggia Altair. Il loro amore non era consentito, quindi furono banditi ognuno su sponde opposte del fiume d'argento, simbolo della Via Lattea, e una volta all'anno, il 7º giorno del 7º mese lunare, uno stormo di gazze avrebbe formato un ponte per riunire i due amanti per un giorno.

## Tradizioni
Durante la dinastia Han le attività erano condotte in conformità ai formali rituali cerimoniali di stato, tuttavia col tempo le celebrazioni hanno inglobato anche le usanze della gente comune.
Come da tradizione, le ragazze prendono parte all'adorazione dei celesti (拜仙) recandosi al tempio locale per pregare Zhinü affinché dia loro la saggezza. Solitamente vengono bruciati degli oggetti di carta come offerte e si recitano delle preghiere tradizionali affinché si acquisisca destrezza nell'agopuntura, simbolo dei talenti tradizionali di una buona moglie. Le fanciulle inoltre esprimono l'augurio di sposare un marito buono e amorevole e mostrano le loro abilità domestiche: pare infatti che in passato vi fossero delle competizioni tra coloro che cercavano di essere le migliori nell'infilare degli aghi in condizioni di scarsa illuminazione come il bagliore di una brace o di una mezza luna. Oggi, le ragazze a volte raccolgono articoli da toeletta in onore delle sette vergini.
La festa ebbe una certa importanza anche per i neo sposi, i quali tradizionalmente adoravano la coppia celeste per l'ultima volta dicendole addio (辭仙). Tale rito era il simbolo di un matrimonio felice e mostrava come la sposa fosse apprezzata dalla sua nuova famiglia.
In questo giorno i cinesi guardano al cielo per cercare Vega e Altair che splendono nella Via Lattea, mentre una terza stella forma un ponte simbolico tra le due stelle. In passato era consuetudine pensare che se avesse piovuto in questo giorno, sarebbe stato a causa di un fiume che aveva spazzato via il ponte delle gazze o che la pioggia fosse dovuta alle lacrime della coppia separata. La leggenda secondo cui uno stormo di gazze avrebbe formato un ponte per riunire i due amanti ha fatto sì che una coppia di questi animali simboleggi la felicità e la fedeltà coniugale.

## Riferimenti nella letteratura
Il romanticismo e l'eleganza della festa di Qixi hanno fatto sì che vi si possano trovare riferimenti in diverse opere della letteratura cinese, come poesie e canzoni popolari risalenti alla dinastia Zhou.
(Du Mu, Una notte d'autunno)